# Weird
«Weird» — пісня, написана Чарлі Міднайтом, Марком Сверскі та Роном Ентвістлом; спродюсована Чарлі Міднайтом та Марком Сверскі. Пісня створена у жанрі поп-року із елементами електро-року. Пісня записана американською поп-співачкою Гіларі Дафф для її студійного альбому «Hilary Duff» (2004). У грудні 2004 пісня вийшла в Іспанії як промо-сингл на місцеві радіостанції. Музичне відео до пісні зняте не було.

## Створення та зміст пісні
Запис пісні почався 22 травня 2004 у Лос-Анджелесі штату Каліфорнія і проходив протягом всіх вихідних. В інтерв'ю із журналом Life Story менеджер Дафф сказала, що вони планують випустити пісню «Weird» як перший сингл альбому «Hilary Duff». Але лейбл Hollywood Records сприйняв пісню «Fly» більш обіцяючою та випустив її як перший сингл платівки.
Про пісню «Weird» Дафф казала, що після першого прослуховування музичного треку вона була доволі здивована через незвичний ритм композиції. Також вона додала, що текст пісні доволі складний для роз'яснення чи інтерпретацій. Дафф сказала, що пісня "про когось, хто одержимий бути тим, хто б відрізнявся від натовпу. Він тримається свого слова і живе своїм життям, а оповідачка пісні всіляко симпатизує цьому".
У листопаді 2004 Дафф сказала, що сподівається, що пісня стане другим синглом платівки, але лейбл обрав пісню «Someone's Watching over Me» як другий сингл. 